# Étienne Laberdesque
Étienne Laberdesque, né à Santiago de Cuba en août 1874 et mort à Paris le 16 mai 1914, est un aventurier, journaliste, escrimeur et diplomate franco-cubain.

## Biographie
Né à Santiago de Cuba vers le mois d'août 1874, Étienne Pierre de Jésus Laberdesque est le fils de Caridad Florès, une cubaine fille d'Espagnol, et de Romain Laberdesque (18..-1911), un riche médecin palois également propriétaire à Cuba. Entre quatre et sept ans, Étienne Laberdesque vit à Paris. Il passe ensuite les dernières années de son enfance à Pau et étudie au lycée de cette ville, où il se fait déjà remarquer pour son goût de la bagarre. En 1889, son père l'envoie à Cuba afin qu'il étudie la médecine à La Havane.
En 1892, Étienne Laberdesque, alors âgé de dix-huit ans, est en rupture avec sa famille et ses études quand il décide de se lancer dans une vie d'aventures. Il se serait alors joint aux révolutionnaires vénézuéliens menés par le général Crespo avant de se rendre au Costa Rica, où se trouvait alors le chef indépendantiste cubain Antonio Maceo. Revenu à La Havane pour y reprendre ses études, il continue à fréquenter les indépendantistes et à provoquer les autorités espagnoles. Son père le force alors à partir pour la France, où il arrive en 1895.
Engagé au sein du 1er régiment de spahis à Médéa, en Algérie française, il est nommé brigadier puis maréchal des logis en 1896. Le 25 avril 1900, il quitte l'armée  mais reste en Algérie et s'installe à Alger, où il a trouvé un emploi dans les bureaux de la Compagnie de l'Est algérien.
De sensibilité républicaine et radicale-socialiste, il se heurte bientôt aux « antijuifs », qui détiennent depuis 1898 la majorité des sièges au conseil municipal d'Alger et au sein de la délégation algérienne à la Chambre des députés. Le 11 novembre 1900, afin de contrecarrer l'influence de l’Antijuif algérien, il lance la Revanche du peuple, un hebdomadaire politique dans lequel il attaque très vivement les antijuifs et, plus particulièrement leur chef local, Max Régis. Le frère de ce dernier, Louis Régis, réplique en qualifiant « Lamerdsec » de proxénète, de « vulgaire prête-nom » et de « mercenaire des juifs ». Dans les mois qui suivent, Laberdesque combat en duel plusieurs partisans de Régis.

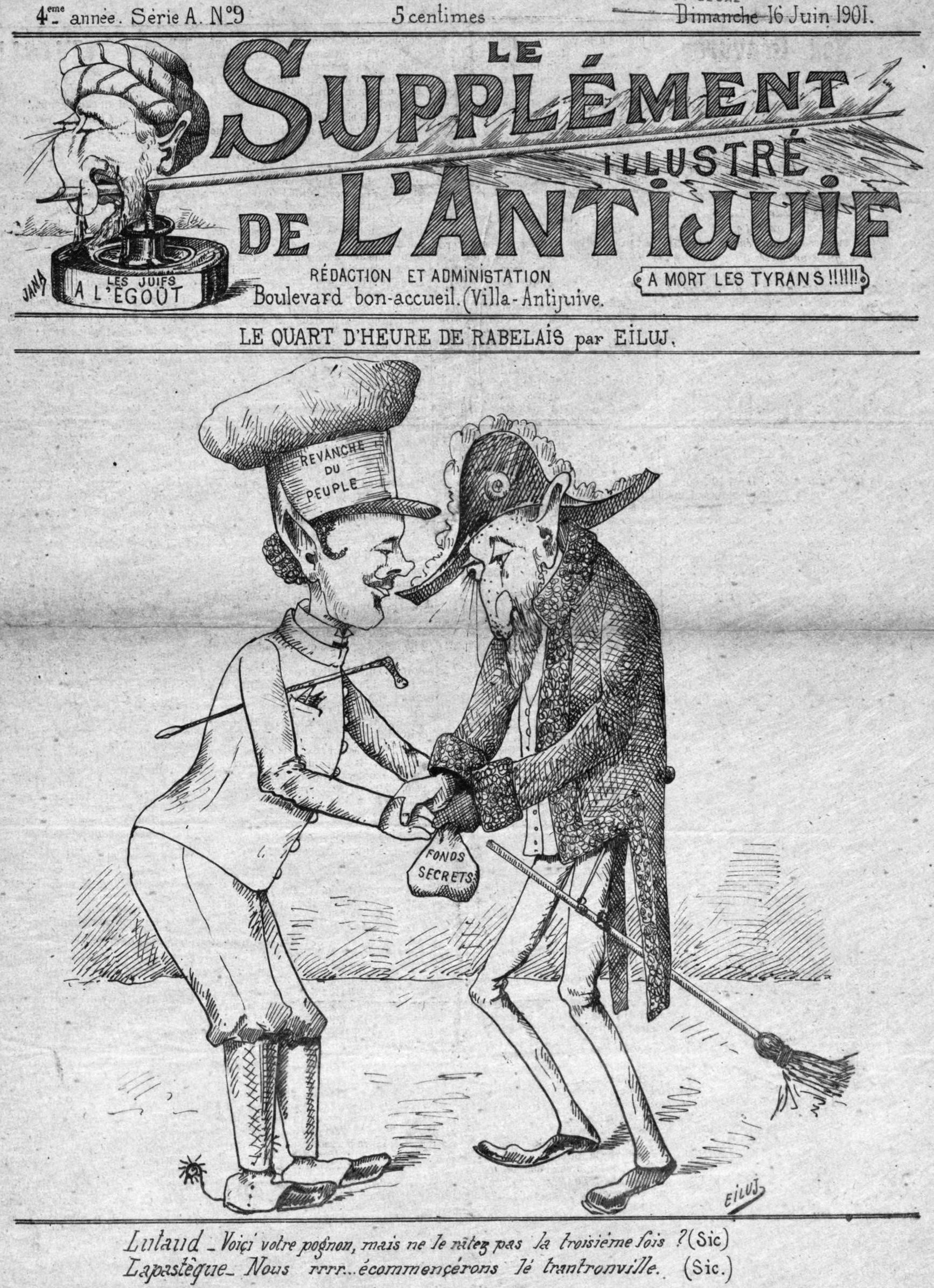
Caricature de l’Antijuif algérien accusant « Lapastèque » d'être un assassin payé par le gouvernement (par l'intermédiaire du préfet Charles Lutaud).

Le 29 avril 1901, accompagné de plusieurs camarades, il rencontre les frères Régis et leurs amis sur la terrasse du café Tantonville, place du Gouvernement. Une violente bagarre éclate entre les deux bandes et Max Régis est blessé par des coups de révolver. Selon l'historien Bertrand Joly, Laberdesque aurait été payé pour tuer l'ancien maire d'Alger. Quelques jours plus tard, Laberdesque suit Régis à Paris afin de pouvoir l'affronter en duel. Le combat, suivi par de nombreux journalistes ou curieux, a lieu sous la direction de Daniel Cloutier, les 7 et 8 juin, au vélodrome du Parc des Princes. Il se solde par la défaite de Régis, blessé à l'avant-bras. Selon Raphaël Viau, « ce duel, qui évoqua les fameuses passes d'armes des héros d'Alexandre Dumas, marqua la fin de la carrière politique de Max Régis, en même temps que l'apaisement de l'agitation antisémitique en Algérie. En quelques mois, Laberdesque avait détrôné l'idole d'Alger ».

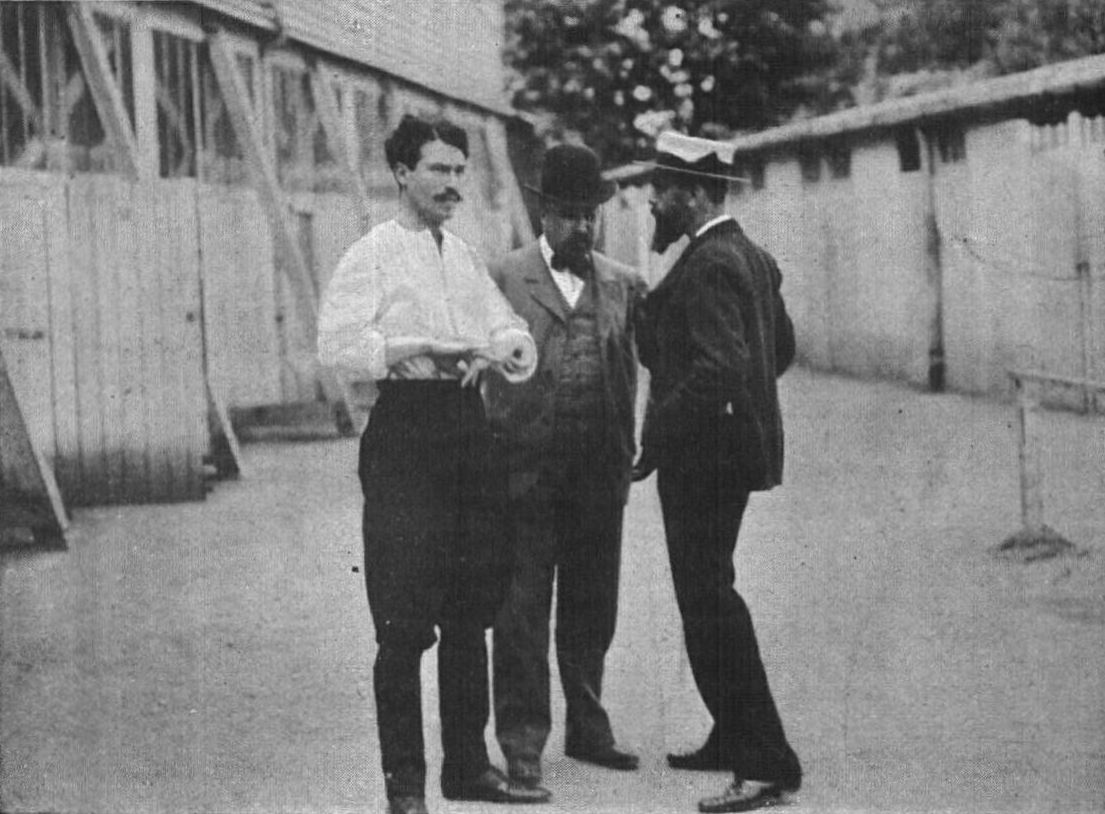
Laberdesque et ses témoins avant le duel contre Max Régis (7-8 juin 1901).

À l'occasion des élections législatives de 1902, la Revanche du peuple soutient Maurice Colin contre le député antijuif sortant, Édouard Drumont. Laberdesque se réjouit de la défaite de ce dernier mais ne parvient pas à empêcher la réélection d'un autre antisémite, Firmin Faure, contre lequel il a posé sa candidature dans la 4e circonscription de l'arrondissement de Saint-Denis. Au cours de la décennie suivante, il se présentera sans plus de succès à d'autres élections en tant que radical ou socialiste indépendant.
Fin janvier 1903, Laberdesque se réconcilie contre toute attente avec Max Régis et fonde avec son ancien adversaire un journal, Le Mousquetaire, qui paraît le 12 février 1903. Cette entente improbable est de courte durée, aboutissant à un nouveau duel dès le surlendemain. C'est donc sans Régis mais avec Eugène Rouzier-Dorcières et d'autres amis que Laberdesque anime une troupe de bretteurs, intitulée « les Mousquetaires », qui expérimente notamment la « poule sanglante », un combat sans masque et torse nu.
En 1913, Laberdesque est chargé par le président de la République cubaine d'une mission diplomatique visant à régler les questions d'indemnités pendantes entre le gouvernement cubain et le gouvernement français. C'est par conséquent avec le titre de diplomate qu'il rentre à Paris à la fin de l'année.
Le 14 mai 1914, Étienne Laberdesque se rend en voiture à une répétition des ballets russes à l'Opéra quand il est frappé par une hémorragie cérébrale. Il meurt deux jours plus tard en son domicile du no 14 de la rue de Tilsitt. Le 19 mai, après des obsèques célébrées en l'église Saint-Philippe-du-Roule, il est inhumé au cimetière du Père-Lachaise,.
Sa veuve, Madeleine-Théodorine-Françoise Laberdesque, née Leblanc, sera décorée en 1918 pour ses services en tant qu'infirmière à l'hôpital auxiliaire 106 de Villeneuve-sur-Lot pendant la Première Guerre mondiale.